# Dendrocalamus
Dendrocalamus Nees é um género botânico pertencente à família Poaceae, subfamília Bambusoideae, tribo Bambuseae.
O gênero apresenta aproximadamente 85 espécies. Ocorrem na África, Ásia e Pacífico. Dendrocalamus giganteus é uma das espécies mais altas, capaz de alcançar 46m.

## Sinônimo
- Klemachloa R.Parker

## Principais espécies
- Dendrocalamus asper
- Dendrocalamus bogar
- Dendrocalamus brandisii
- Dendrocalamus giganteus
- Dendrocalamus grandis
- Dendrocalamus hamiltonii
- Dendrocalamus jianshuiensis
- Dendrocalamus minor
- Dendrocalamus sikkimensis
- Dendrocalamus strictus
- Dendrocalamus yunnanica
- «PPP-Index Lista completa»